# Xystrota cazeca
Xystrota cazeca är en fjärilsart som beskrevs av Druce 1892. Xystrota cazeca ingår i släktet Xystrota och familjen mätare. Inga underarter finns listade i Catalogue of Life.